# Léon Heuzey
Pour les articles homonymes, voir Heuzey.
Léon Heuzey, né le 1er décembre 1831 à Rouen et mort le 8 février 1922 à Paris, est un archéologue français, reçu en 1885 membre libre à l'Académie des beaux-arts, et membre à l'Académie des inscriptions et belles-lettres.
Il fut également membre de l'École française d'Athènes et conservateur au musée du Louvre durant cinquante-deux ans.

## Biographie
Fils d'un conseiller à la cour d'appel de Rouen, après le collège de la ville où il a comme professeurs l'abbé Cochet et Adolphe Chéruel, Léon Heuzey devient élève du lycée Charlemagne en 1849. Brillant, il obtient dès 1851 un prix de discours français et d'histoire au Concours général et est reçu en octobre 1851 à l’École normale supérieure (1851-1854) où il devient l'ami de Georges Perrot. Il entre ensuite, le 1er décembre 1854 à l’École française d'Athènes (1854-1858). La commission de l'Académie lors de son examen écrit à ce propos : « l'un des meilleurs et le mieux préparé de ceux qui ont été jusqu'ici soutenus pour l’École d'Athènes ».
Heuzey se spécialise alors sur l'Acarnanie et revient en France en 1858.
En 1855, il effectue ainsi une mission dans le nord de la Grèce, en Macédoine, dans le but de retrouver les traces des grands sites des batailles romaines à l'époque de la République romaine. Il découvre les vestiges d'un grand monument, un palais et une sépulture qu'il ne peut alors identifier.
Chargé de cours d'histoire au lycée de Lyon (1860), en 1861, il revient, comme chef de la Mission archéologique en Macédoine et dans les régions adjacentes de la Thrace, de l’Épire et de la Thessalie, avec Honoré Daumet, à la demande de Napoléon III qui s'intéressait particulièrement aux champs de bataille de César en Orient, dont celui de Pharsale. La mission s'effectue dans des conditions difficiles et doit être écourtée ; elle révèle les antiquités d'une région alors peu explorée, enrichit le musée du Louvre de quelques objets, mais dut surtout sa célébrité à la qualité des dessins de Daumet. Le site sera identifié plus tard comme la première capitale de Macédoine, Aigéai, avant qu'elle ne soit déplacée  à Pella. On y découvrira des tombes royales, notamment grâce aux travaux de Manólis Andrónikos en 1977, dont celle de Philippe II, père d'Alexandre le Grand.
Gustave Flaubert qui a reçu en 1860 un exemplaire du Mont Olympe et l'Acarnanie lui écrit : 
« J'ai lu votre beau volume [...]. Cela est plein de faits et écrit d'un style historique très ferme et très élevé. L'Olympe et l'Acarnanie vous appartiennent maintenant [...]. La vue générale de l'Olympe et celle de l'Acarnanie me semblent des morceaux hors lignes ».
Nommé Professeur d'histoire et des antiquités à l’École nationale des beaux-arts (1862), il devient en 1870 conservateur-adjoint du Musée du Louvre, poste qu'il conservera durant cinquante-deux ans, passant Conservateur en 1881. Il y fonde le département des antiquités orientales
En 1874, il est élu membre de l'Institut de France. Professeur d'archéologie orientale à l'École du Louvre (1884), il devient en 1891 directeur de la Revue d'assyriologie et d'archéologie orientale, on lui doit de nombreux ouvrages sur l'Antiquité.
Léon Heuzey meurt à son domicile, au no 90 boulevard Exelmans à Paris, le 8 février 1922. Il est inhumé au cimetière d'Auteuil (16e arrondissement de Paris). Une petite avenue en impasse, l'avenue Léon-Heuzey, dans le 16e arrondissement de Paris, ouverte sur un terrain qu'il possédait, porte son nom. Son fils, Louis Heuzey sera député de la Mayenne.

## Publications
- Le mont Olympe et l'Acarnanie, exploration de ces deux régions avec l'étude de leurs antiquités, de leurs populations anciennes et modernes, de leur géographie et de leur histoire, Paris, Firmin Didot, 1860
- Honoré Daumet et Léon Heuzey, Mission archéologique de Macédoine, Paris, Librairie Firmin Didot, 1876
- Histoire du costume dans l'antiquité classique, 1876
- Découvertes en Chaldée / par Ernest de Sarzec ... ouvrage accompagné de planches. Publié par les soins de Léon Heuzey ... avec le concours de Arthur Amiaud et François Thureau-Dangin pour la partie épigraphique, sous les auspices du Ministère de l'instruction publique et des beaux-arts, 1884-1912
- Les opérations militaires de Jules César : étudiées sur le terrain par la mission de Macédoine, Paris, Hachette, 1886
- Un Palais chaldéen, Paris, E. Leroux, 1888
- Catalogue des figurines antiques de terre cuite du musée du Louvre, Paris, Impr. réunies, 1891
- Statues espagnoles de style gréco-phénicien (question d'authenticité), 1891, Revue d'assyriologie et d'archéologie orientale, second volume, no III
- Les origines orientales de l'art : recueil de mémoires archéologiques et de monuments figurés, Paris, Leroux, 1891-1915
- Du principe de la draperie antique, lu dans la séance publique annuelle des cinq Académies du 25 octobre 1892
- Mélanges d'archéologie et d'épigraphie, réunis par Th. Homolle et précédés d'une notice sur Albert Dumont par L. Heuzey, 1892
- Nouveaux monuments du roi Our-Nina découverts, 1893
- Les armoiries chaldéennes de Sirpoula, 1894
- Le Buste d'Elché et la mission de M. Pierre Paris en Espagne, Paris, Imprimerie nationale, 1897
- Une villa royale chaldéenne vers l'an 4000 avant notre ère : d'après les levés et les notes de M. de Sarzec, 1900
- Archéologie orientale, Paris, E. Leroux, 1902
- Catalogue des antiquités chaldéennes : sculpture et gravure à la pointe, Paris, Librairies-imprimeries réunies, 1902
- Fouilles d'Osuna en Espagne, Paris, Alphonse Picard, 1904
- Restitution matérielle de la stèle des vautours, restitution archéologique, Paris, E. Leroux, 1909
- Mission française de Chaldée / par le Commandant Gaston Cros, publiées avec le concours de Léon Heuzey et François Thureau-Dangin. 1, 1re livraison, 1910
- Nouvelles fouilles de Tello, Paris, E. Leroux, 1914
- Histoire du costume antique d'après des études sur le modèle vivant (préf. Edmond Pottier), Paris, Honoré Champion, 1922, 308 p., gr. in-8°
- Excursions dans la Thessalie turque en 1858, Paris, Les Belles-Lettres, 1927

## Récompenses et distinctions
- Grand-croix de la Légion d'honneur (31 juillet 1921)